# Veilside
La Veilside è una azienda giapponese nel settore del post vendite automobilistico e del tuning.

## Storia
L'azienda è stata fondata nel 1990 da Yokomaku Hiranao a Shimotsuma, un sobborgo di Tsukuba, nei pressi dell'omonimo circuito automobilistico, il nome dell'azienda deriva dalla traduzione in lingua inglese del fondatore, infatti "Yoko" significa "lato" e "maku" significa "velo" (in inglese appunto Side e Veil, poi invertite).
Inizialmente Veilside si occupava solo della vendita di parti di ricambio e di elaborazioni, conseguendo ben presto un notevole successo in questo campo e vincendo numerosi premi al Tokyo Auto Salon nella categoria del tuning. A partire dal 1994 l'azienda ha iniziato a vendere anche parti aerodinamiche per la carrozzeria dei veicoli.

## Kit di elaborazione

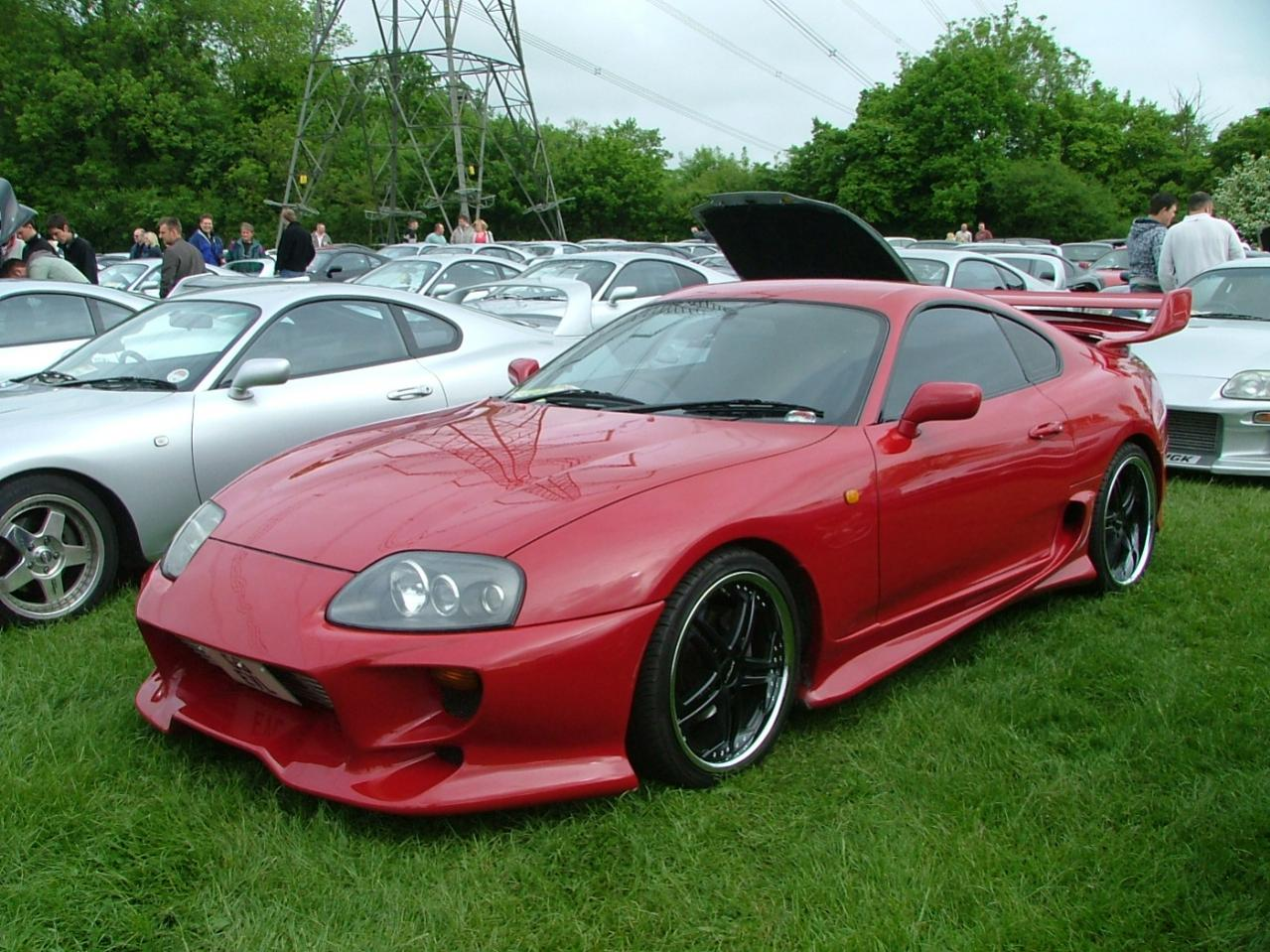
Toyota Supra con kit Veilside

Molti dei kit di Veilside sono tra i più famosi e popolari per l'elaborazione di alcune autovetture sportive giapponesi, in particolare sono celebri i kit di preparazione di:
- Toyota Supra
- Mazda RX-7
- Subaru Impreza
- Mitsubishi FTO
- Nissan Skyline GT-R

## Nei media
- Nei videogiochi della serie di Gran Turismo e Forza Motorsport sono presenti diverse vetture elaborate nelle versioni  Veilside
- Nella serie di film di Fast and Furious le auto preparate da Veilside fanno numerose apparizioni in tutti e 9 i film della serie.